# Altamont, Tennessee
Altamont là một thị trấn ở quận Grundy, Tennessee, Hoa Kỳ. Dân số theo điều tra năm 2000 là 1.136 người. Đây là quận lỵ của quận Grundy6.
Thị trấn nằm trên đỉnh nam cao nguyên Cumberland. Diện tích là 57,1  km².